# Dumitru Georgescu-Kiriac
Dumitru Kiriac-Georgescu (Bucarest (Romania), 6 de març, 1866 - Viena (Àustria), 8 de gener, 1928), va ser un compositor, professor, director de cor i folklorista romanès.

## Biografia
Va estudiar primer al Conservatori de Bucarest (1880-1885), després al Conservatori de París, on va tenir com a professors E. Pessard (harmonia), Théodore Dubois (contrapunt), Charles-Marie Widor (composició) i finalment, a la Schola Cantorum a París (1892-1897), amb Vincent d'Indy (composició). Va ser llicenciat a la Facultat de Dret de Bucarest.
La seva activitat com a director de cor comença a la capella romanesa de París (1894-1899). Després de tornar al país, Dumitru Georgescu-Kiriac, va fundar la Societat Coral "Carmen" (1901-1928), el director de la qual seria durant gairebé tres dècades, al mateix temps que dirigia el cor de l'església de "Sant Spiridon-Nou" i el conjunt coral del Conservatori de Bucarest (1900-1928). Va ser membre fundador de la Societat de Compositors Romanesos (1920), treballant a favor de l'establiment de l'arxiu de folklore de la societat.
L'orientació de la música coral i vocal de la D.G. Kiriac està relacionat amb la valorització del folklore i els seus trets modals. L'autor adopta principalment el gènere de la miniatura coral, fins i tot molts dels cors recorren a l'autèntica melodia popular. Les seves obres es distingeixen pel seu refinament melòdic i per la conservació de les fórmules modals, que els donen l'originalitat de la vena dels cants bizantins, la manera de valorar les antigues melodies salstiques, depurades d'ornamentació:
- - Am umblat pădurile, (Vaig caminar pel bosc)
  - Codrule, codrutule
  - Morarul (Moliner)
  - Hai, hai murgule, hai (Vinga, cabrons, vinga)
  - Cântările Liturghiei pentru copii și popor (Cançons de litúrgia per a nens i pobles), 1926
  - Liturghia psaltică, (Litúrgia del Salti), 1902
  - Îngerul a strigat, (L'àngel va cridar), 1902
  - Axionul Învierii (Axion de la Resurrecció), 1902
  - Românaşul

Va descobrir i va popularitzar per tot el país la valuosa nadala tradicional romanesa "Oh, quina meravellosa notícia!" („O, ce veste minunată!“).

## Cor Masculí D. G. Kiriac de Pitesti
La creació de la Coral Masculina "D. G. Kiriak"

Cor Masculí "D.G. Kiriac" va ser fundada el 9.XI.1955, per la Societat cultural-artística del Palau de la Cultura de Pitesti, societat que tenia estatus propi i desenvolupava una activitat permanent, coordinada pels seus membres fundadors: Silvestru. Voinescu-president i Emanoil Popescu-director. Inicialment, va funcionar sota el nom de "Corul Palatului Culturii" de Pitesti (cor mixt), la composició del qual incloïa: 27 sopranos, 21 alts, 25 tenors i 27 baixos. L'any 1967, de la Coral del Palau de la Cultura de Pitesti va sorgir un cor de cambra i un cor d'homes, que més tard l'any 1972 va prendre el nom de "Cor d'Homes D.G.". Kiriak".
La institució sota l'egida de la qual va desenvolupar la seva activitat. 

- - Fins a l'any 1995,[2] el cor va desenvolupar la seva activitat dins del Palau de la Cultura de Pitesti, sota la batuta del director i compositor Emanoil Popescu.
  - Arran de la reorganització institucional, a partir de 1995, la Coral Masculina "D.G. Kiriac" continua la seva activitat a la Casa de Cultura dels Sindicats de Pitesti.[2]

L'activitat de la Coral Masculina "D. G. Kiriak"

- - Corala, sota la direcció del director d'orquestra Emanoil Popescu
  - Des de l'any 1955, des de la seva creació fins a l'any 1999, el Cor Masculí "D.G. Kiriac" va ser dirigit i dirigit per Emanoil Popescu[3] (director, compositor i professor de música).

Llicenciat al Conservatori Ciprian Porumbescu de Bucarest (1947-1952), on va tenir els reconeguts professors Ioan D. Chirescu, Marțian Negrea i Theodor Rogalski, Emanoil Popescu va ser professor de música a Pitesti (1952-1989), director de la Coral Mixta del Palau de la Cultura de Pitesti (1955-1967), fundador i director de la Coral Bărbăți "D.G. Kiriak" (1967-2001). Com a compositor, Emanoil Popescu va compondre música per a cor masculí: Mai am un singur dor (lletra de Mihai Eminescu), Pe aceeași ulicioară (lletra de Mihai Eminescu), Primul vals (lletra d'Emanoil Popescu), O, rămâi! (lletra de Mihai Eminescu), Vestitorii primăverii (lletra de Vasile Alecsandri), Frunzuliță de negară, inspirada en el folklore musical romanès.
Sota la seva batuta, durant 44 anys (1955-1999), la Coral Masculina "D.G. Kiriac" va realitzar nombrosos espectacles, va participar en gires, concursos i festivals de música coral nacionals i internacionals (França, Hongria, Alemanya, República Txeca, Bulgària, Itàlia, Grècia, Espanya i Portugal), obtenint importants premis, distincions i trofeus.
El repertori de la Coral Bàrbăți "D.G. Kiriac" inclou peces musicals clàssiques, creacions religioses però també obres del folklore: Doină și joc, d'Augustin Bena; Mama de Ioan D. Chirescu; Revedere de D.G. Kiriac, Sârba de Constantin Brăiloiu; Bobocele și inele, d'Ion Vidu; Bun rămas de Felix Mendelssohn Bartholdy; Fata de păstor, de T. Teodorescu; În poieniță de Gheorghe Danga, director del Cor Acadèmic de Ràdio; Mai am un singur dor, composició d'Emanoil Popescu, etc.
El 22 de novembre de 1999, el director d'orquestra Emanoil Popescu es va retirar de la direcció de la Coral Bărbăți "D.G. Kiriac" a través d'un espectacle de gala, organitzat a la Sala Gran del Teatre Alexandru Davila de Pitesti.
Corala, sota la direcció del director d'orquestra George Paraschivescu
A partir de desembre de 1999, la gestió de Coral va ser assumida per George Paraschivescu. Membre d'aquesta formació coral des de 1978, George Paraschivescu es va graduar a l'Escola Superior de Música i Belles Arts Dinu Lipatti de Pitesti, Classe de viola, el 1975.
Fundador i membre actiu del Grup de Música Folk P 600; director del Cor Mixt Gaudeamus de la Casa de Cultura de l'Estudiant de Pitesti; des de 1994, durant diversos anys, director del Cor de la Catedral de Sant Jordi de Pitesti, George Paraschivescu va participar activament en la vida musical argesiana. George Paraschivescu també va ser membre fundador i president de l'Associació Cultural D.G. Kiriak (2004); membre fundador de l'Associació Coral Nacional de Romania, però també membre de l'Associació Internacional Europa Cantat (1991).
El repertori de la Coral Masculina "D.G. Kiriac" es va enriquir, afegint peces musicals contemporànies, però també àries famoses de les obres de grans compositors (Giuseppe Verdi, Karl Maria von Weber, Ludwig van Beethoven):
- Conquest of paradise, de Vanghelis.
- Va, pansiero de Giuseppe Verdi.
- Ș-aseară, de Ion Vidu.
- La vergine degli Angeli, de Giuseppe Verdi.
- Vino, lele!, de Ion Vidu.
- Vedi! Le Fosche, de Giuseppe Verdi.
- Funiculi, funicula, de Luigi Denza.
- Corul Vănătorilor, de Karl Maria von Weber.
- Noel, de Adolphe Adams.
- Hava nagila, de Abraham Zevi Idelsohn.
- Pre Tine, Te Lăudăm!, de D.G. Kiriac.
- Vals Nr. 2, de Dmitri Xostakóvitx.
- Rugăciune, de D.G. Kiriac.
- Laudă nopții, de Ludwig van Beethoven.
- Doamne, buzele mele, de Gavriil Musicescu.
- Românul, de Ciprian Porumbescu.

L'any 2015, amb motiu del 60è aniversari de la fundació de la "D.G. Men's Choir". Kiriac" es va publicar l'àlbum de discografia Corala D.G.Kiriac, 1955-2015, es va publicar el volum Trăim prin muzica-Corala D.G.Kiriac, 1955-2015, autor George Paraschivescu, i a la Casa de Cultura dels Sindicats de Pitesti, els membres de la coral van fer un espectacle d'aniversari amb els seus convidats.

## Festival de Música Coral "D.G. Kiriak"
Festival de Música Coral "D.G. Kiriac" va ser iniciat, del 30 al 31 de maig de 1970, per la Casa de la Creació Popular del Comtat d'Argeș, amb el suport de la Casa Central de la Creació Popular i el Ministeri de Cultura, per honrar la memòria del director d'orquestra Dumitru Georgescu Kiriac.
Cada any, segons la normativa, el Festival té lloc a Pitesti (música coral universal al Teatre "Al. Davila" de Pitesti) i al Monestir de Curtea de Argeș (secció de música sacra).
Història de la festa

La primera edició del Festival de Música Coral "D.G. Kiriac" va tenir lloc a la sala del Teatre "Al. Davila" de Pitesti, els dies 30 i 31 de maig de 1970, gaudint de popularitat entre el públic. La iniciativa d'aquest festival va pertànyer a la Casa de la Creació Popular del Comtat d'Arges, amb el suport de la Casa Central de la Creació Popular i el Ministeri de Cultura, basat en un reglament estàndard en col·laboració amb la Unió General de Sindicats de Romania i la Unió General de Cooperatives de Romania, desenvolupada el 23 de març de 1970. A la primera edició hi van assistir 20 cors mixtes de veu i cambra de 12 comtats del país.
A partir de l'any 1992, per iniciativa de la Societat Cultural "Ars Nova", el festival va adquirir un caràcter internacional, sent homenatjat per la presència de cors de: Bèlgica, Bulgària, França, Alemanya, Grècia, Itàlia, Letònia, Iugoslàvia, Israel, Holanda, Portugal, República de Moldàvia, Espanya, EUA, Ucraïna i Hongria. Com que el festival té un caràcter internacional, l'han homenatjat amb la presència de més de 150 cors de l'estranger, del país i de la comarca d'Arges.